# Самюель Лієбеверт
Самюель Лієбеверт (фр. Samuel Liebewert; 1906—1942) — український та французький художник.

## Біографія
Самюель Лієбеверт народився 1906 року у Дрогобичі. Побував в Німеччині, потім приїхав до Франції. 7 вересня 1942 року заарештований гестапо. Інтернований до концтабору Ле-Мілль, поруч з Марселем. У цьому таборі, колишньому цегельному заводі, в основному збирали іноземців німецького походження, серед яких було багато художників і політичних вигнанців Франції. У таборі, разом з іншими художниками, розписував стіни їдальні. На одній зі стін портрет маршала Петена, оточений людьми збирають урожай пшениці і винограду. Безликі персонажі поглинені роботою. На західній стіні представлено Бенкет Націй, де різні народи поглинені бенкетом, парадують Таємну Вечерю. На північній і південній стінах втілені мрії художників про свободу. «Якщо ваші тарілки порожні, нехай наші долі вгамують ваш апетит». Ця фраза, написана на північній стіні їдальні, свідчить про погане харчування та недоїдання, які також виражені в фантасмагоричних малюнках ув'язнених: корабель у формі свинячого окосту, величезний горщик з вишнею, сардини, що вистрибують з консервної банки, екзотичні фрукти і тощо.